# Polizia Ausiliaria Estone
La Polizia Ausiliaria Estone fu l'unità di polizia estone collaborazionista istituita dalla Germania nazista durante la seconda guerra mondiale.

## Formazione
Le unità estoni furono istituite per la prima volta il 25 agosto 1941, quando, per ordine del feldmaresciallo Wilhelm Ritter von Leeb comandante del Heeresgruppe Nord, fu permesso ai cittadini baltici di essere reclutati nel servizio della Wehrmacht e quindi raggruppati in battaglioni di volontari con compiti di sicurezza. In questo contesto, il generale Georg von Küchler, comandante della 18ª armata, formò sei unità di guardie volontarie estoni (Estnische Sicherungsgruppe, numerato dal 181 al 186) sulla base delle squadre Omakaitse, con i suoi membri a contratto per un anno.
Dopo il settembre 1941, l'Oberkommando der Wehrmacht istituì i Battaglioni di Polizia Ausiliaria Estone, note come Schuma, oltre alle unità per compiti di sicurezza nell'area nord. Durante la guerra si formarono in Estonia 26 battaglioni Schuma, numerati dal 29° al 45°, 50° e dal 286° al 293°; a differenza di altre unità simili schierate nel Reichskommissariat Ukraine e Rutenia Bianca, all'epoca sotto il controllo diretto dei tedeschi, i battaglioni di polizia estoni furono composti dal personale del luogo e compresero un solo agente di sorveglianza tedesco. Al 1º ottobre 1942, le forze di polizia estoni comprendevano 10400 uomini, con 591 tedeschi assegnati.

## Compiti operativi
I battaglioni di polizia furono impegnati principalmente nelle retrovie della Wehrmacht. Il 37º e il 40º battaglione furono impiegati in compiti di retroguardia nell'Oblast' di Pskov, così come il 38º battaglione nella regione di Luga - Pskov - Gdov. Il 288º battaglione fu impegnato nella soppressione della Repubblica Partigiana di Ronson, i battaglioni 29, 31 e 32 furono impiegati nella battaglia di Narva. Dal 22 novembre al 31 dicembre 1942, il 36º battaglione di polizia estone partecipò alla battaglia di Stalingrado.
Il 29 agosto 1944, i battaglioni di polizia 37 e 38 parteciparono nel fronteggiare l'offensiva sovietica di Tartu. Supportata dal 3º battaglione del reggimento granatieri estone Waffen 45, distrussero la testa di ponte di due divisioni sovietiche a ovest di Tartu e riconquistarono il ponte dell'autostrada di Tallinn sull'Emajõgi entro il 30 agosto. L'operazione spostò l'intero fronte sulla sponda meridionale dell'Emajõgi, incoraggiando in questo modo il II Corpo d'Armata a lanciare un'operazione per tentare di riconquistare Tartu il 4 settembre.